# Corina Porro
 (août 2024).
Si vous disposez d'ouvrages ou d'articles de référence ou si vous connaissez des sites web de qualité traitant du thème abordé ici, merci de compléter l'article en donnant les références utiles à sa vérifiabilité et en les liant à la section « Notes et références ».
María Corina Porro Martínez, née à Ferrol le 1er décembre 1953 est une femme politique espagnole du Parti populaire (PP).

## Biographie
Titulaire d'un diplôme d'infirmière obtenu à l'université de Saint-Jacques-de-Compostelle, elle exerce son métier à l'hôpital général de Vigo, à la polyclinique Cíes et à la garderie de Relfas, dans la paroisse de Sárdoma.
En 1999, elle est nommée directrice générale des Services sociaux du département de la Santé et des Services sociaux de la Xunta de Galicia, le gouvernement régional de Galice, poste qu'elle abandonne en septembre 2001.
Elle est mère de trois filles.

## Vie politique
Corina Porro commence sa carrière politique en 1995, lors de son élection au conseil municipal de Vigo sur la liste du Parti populaire de Galice. Peu après, elle devient conseillère au Bien-être, à la Santé et à la Consommation de la ville.
Réélue en 1999, elle devient porte-parole adjointe du groupe municipal du PPdeG, mais doit démissionner dès le mois de décembre, à la suite de sa nomination comme haute fonctionnaire du gouvernement régional.
Elle est élue députée au Parlement de Galice lors des élections régionales d'octobre 2001, puis avant d'être désignée conseillère aux Affaires sociales de la Junte de Galice, alors présidée par Manuel Fraga.
Le 25 mai 2003, elle est tête de liste du PPdG pour les élections municipales à Vigo, et arrive en tête du scrutin avec 10 sièges sur 27, contre 8 aux socialistes. Toutefois, ces derniers forment une coalition avec le Bloc nationaliste galicien, qui dispose de sept sièges, et l'empêchent d'accéder à la mairie. 
Corina Porro devient alors porte-parole du groupe municipal populaire, et vice-présidente de la Députation provinciale de Pontevedra chargée de la Culture. Elle est finalement élue maire  de Vigo le 13 décembre 2003 grâce aux voix du BNG, à la suite du rejet de la question de confiance posée par le maire socialiste Ventura Pérez Mariño.
Le 14 mars 2004, elle est élue sénatrice par le Parlement de Galice, mais renonce à son siège en faveur de Manuel Fraga au cours de l'année 2006. Peu après cette élection, le 17 juillet 2004, elle est désignée présidente du Parti populaire de Galice dans la ville de Vigo.
Candidate à sa propre succession lors des élections municipales du 27 mai 2007, elle obtient 44 % des voix 13 sièges sur 27. Comme quatre ans auparavant, les socialistes galiciens forment une coalition avec le BNG et Abel Caballero lui succède à la tête de la ville.
Peu après, le 9 mars 2008, elle est réélue au Sénat à l'occasion des élections générales, cette fois-ci en tant que représentante de la province de Pontevedra. En plus de ses mandats municipal et parlementaire, elle reste vice-présidente de la Députation provinciale.
Le 23 janvier 2009, elle démissionne de la vice-présidence de la Députation provinciale pour se présenter aux élections régionales du 1er mars 2009, au cours desquelles elle est élue députée au Parlement de Galice. Toutefois, elle renonce avant même d'avoir commencé à siéger en raison de la mort de son suppléant au Sénat, ce qui aurait laissé son siège vacant jusqu'au terme de la législature.
Peu après, le 22 mai 2009, Corina Porro abandonne ses deux derniers mandats électifs et devient présidente de l'Autorité portuaire de Vigo, un poste occupé entre 2005 et 2007 par son successeur à la mairie de la ville, Abel Caballero.
Élue députée au Parlement de Galice lors des élections régionales du 12 juillet 2020, elle est choisie comme secrétaire du bureau lors de la session constitutive de la XIe législature le 7 août.